# Bruno Becker (Abt)
Bruno Becker OSB (* 12. Juni 1945 in Hallein) ist ein österreichischer Benediktiner und emeritierter Erzabt des Stiftes St. Peter in Salzburg.

## Leben

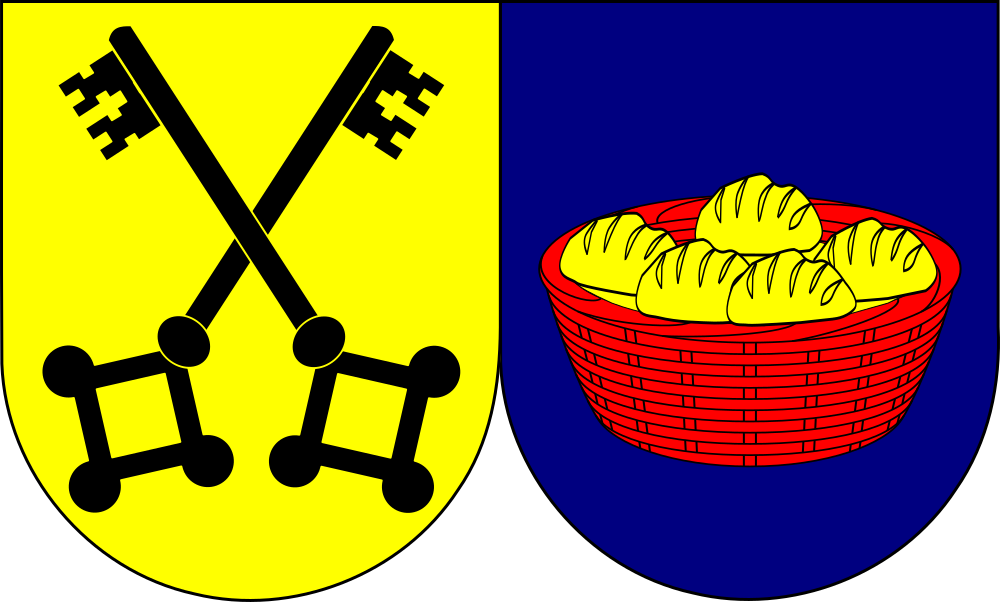
Allianz-Wappenschild von Erzabt Bruno Becker

Bruno Becker wuchs in Grödig auf. Am Bundesrealgymnasium Salzburg absolvierte er die Matura und trat 1965 in das Kloster St. Peter ein. Sein feierliches Ordensgelübde legte er dort 1969 ab. Am 29. Juni 1971 wurde er zum Priester geweiht. Anfangs war er Pfarr-Kooperator (Kaplan) in Abtenau und im Wiener Stadtteil Dornbach, anschließend wurde er zum Pfarrer der Stadtpfarre Mülln berufen. Von 1997 bis 2003 war er Prior von St. Peter, vom Frühjahr 2002 bis Herbst 2003 Wallfahrtsdirektor in Maria Plain und im Herbst 2003 wurde er Pfarrer in Abtenau.
Am 27. März 2009 wurde er unter der Wahlleitung von Abtpräses Clemens Lashofer (Leiter der Österreichischen Benediktinerkongregation) aus dem Stift Göttweig von den 21 Mönchen der Erzabtei für zwölf Jahre als Nachfolger Edmund Wagenhofers zum 87. Abt und fünften Erzabt des Stiftes gewählt. Die offizielle Amtseinführung war am 24. April 2009, die Benediktion empfing er am 16. Mai 2009 durch Erzbischof Alois Kothgasser. Sein Wahlspruch lautete: Vos date illis manducare – Gebt ihr ihnen zu essen!.
Am 8. März 2010 gestand Erzabt Bruno, Ende der 1960er Jahre in Grödig (Flachgau) einen Buben einmal sexuell missbraucht zu haben, und bot seinen Rücktritt an, der am 9. März 2010 angenommen wurde. Opfer und Täter bestätigten, dass es ein einmaliger Übergriff vor der Priesterweihe war. Inzwischen hat eine Versöhnung und ein materieller Schadensausgleich zwischen Opfer und Täter stattgefunden. Bruno Becker ist seither als Wallfahrtsseelsorger am Sonntagberg tätig.